# Sheila Espinosa
Sheila Espinosa (20 de junio de 1987) es una deportista cubana que compitió en judo. Ganó una medalla de oro en los Juegos Panamericanos de 2007, y una medalla de oro en el Campeonato Panamericano de Judo de 2007.

## Palmarés internacional
| Juegos Panamericanos    | Juegos Panamericanos    | Juegos Panamericanos | Juegos Panamericanos |
| Año                     | Lugar                   | Medalla              | Categoría            |
| ----------------------- | ----------------------- | -------------------- | -------------------- |
| 2007                    | Río de Janeiro (Brasil) | Medalla de oro       | –52 kg               |
| Campeonato Panamericano |                         |                      |                      |
| Año                     | Lugar                   | Medalla              | Categoría            |
| 2007                    | Montreal (Canadá)       | Medalla de oro       | –52 kg               |